# Ущелье Милона
Ущелье Милона (греч. Φαράγγι Μυλωνά) — ущелье на острове Крит в Греции. Находится в районе Агиос Иоаннис в 11 километрах восточнее Иерапетры и тянется до набережной Какья-Скала, находящейся между посёлками Кутсунари и Ферма. Достопримечательностью этого ущелья является водопад Милонас. Водопад становится полноводным зимой, а летом пересыхает, если только не идут сильные дожди. До водопада проложена туристическая тропа протяженностью 715 м.
Прохождение ущелья требует достаточно хорошую физическую подготовку и специальное снаряжения, так как включает в себя пересечение реки и несколько перевалов.